# Clepsis peritana
Clepsis peritana is een vlinder uit de familie bladrollers (Tortricidae). De wetenschappelijke naam is voor het eerst geldig gepubliceerd in 1860 door Clemens.
De soort komt voor in Europa.